# 1960年ローマオリンピックのイラン選手団
1960年ローマオリンピックのイラン選手団（1960ねんローマオリンピックのイランせんしゅだん）は、1960年8月25日から9月11日にかけてイタリアの首都ローマで開催された1960年ローマオリンピックのイラン選手団、およびその競技結果。

## 概要
今大会は銀メダル1個、銅メダル3個の合計4個のメダルを獲得した。

## メダル
| メダル | 選手名                 | 競技                 | 種目                             |
| ------ | ---------------------- | -------------------- | -------------------------------- |
| 銀     | ゴラムレザ・タクティー | レスリング           | 男子フリースタイルライトヘビー級 |
| 銅     | エスマイル・エルムハー | ウエイトリフティング | 男子56kg級                       |
| 銅     | [[]]                   | レスリング           | 男子グレコローマンフライ級       |
| 銅     | [[]]                   | レスリング           | 男子フリースタイルフライ級       |